# Денис Русу
Денис Русу (рум. Denis Rusu, нар. 2 серпня 1990, Кишинів) — молдовський футболіст, воротар румунського клубу «КС Університатя». Відомий за виступами за молдовські клуби «Рапід» (Гідігіч) та «Зімбру», а також у складі національної збірної Молдови. Володар Кубка Молдови. Володар Суперкубка Молдови.

## Клубна кар'єра
Денис Русу дебютував у дорослому футболі 2009 року виступами за команду «Рапід» (Гідігіч), в якій грав до 2014 року, взявши участь у 60 матчах чемпіонату. У 2014 році Русу перейшов до складу команди «Зімбру» з Кишинева, де грав до 2018 року, та зіграв у складі команди 64 матчі чемпіонату.
У 2018 році Денис Русу став гравцем румунського клубу «КСМ Політехніка», де грав до 2020 року. З 2020 до 2021 року молдавський голкіпер грав у складі команди та «Вііторул» (Тиргу-Жиу).
До складу клубу «КС Університатя» Денис Русу приєднався 2021 року, та грав до кінця 2022 року, проте в основі клубу так і не заграв. З початку 2023 року молдовський воротар грав у складі клубу «Глорія» (Бузеу), а в другій половині року перейшов до клубу «Уніря» (Слободзія).

## Виступи за збірні
Протягом 2010—2012 років Денис Русу залучався до складу молодіжної збірної Молдови. На молодіжному рівні зіграв у 7 матчах.
2019 року футболіст дебютував у складі національної збірної Молдови. Наразі зіграв у складі національної команди лише 1 матч.

## Титули і досягнення
- Володар Кубка Молдови (1):

«Зімбру»: 2013–2014
- Володар Суперкубка Молдови (1):

«Зімбру»: 2014